# Ortalis erythroptera
Ortalis erythroptera е вид птица от семейство Cracidae. Видът е световно застрашен, със статут Уязвим.

## Разпространение
Видът е разпространен в Еквадор, Колумбия и Перу.